# Den gyllene krukan
Den gyllene krukan (originaltitel (tyska) Der goldne Topf) är en berättelse av E.T.A. Hoffmann skriven 1814, under den tyska romantiken. Trots de tydliga dragen av romantik ville Hoffmanns varelse inte benämnas inom romantiken eller realism. Boken innehåller mycket mystik, vilket författaren har förstärkt genom att dela in den i 12 vigilior istället för kapitel. Tolv som även är talet för helhet, fulländande.

## Handling
Berättelsen utspelar sig i Dresden och studenten Anselmus råkar välta ut en häxas äpplen i sin ilfart genom staden. Häxan ropar efter studenten: "-Ja spring du bara, spring du satans pojke, i kristall blir snart ditt fall, i kristall".
Berättelsen fortlöper i en ton blandad av fantasi och verklighet; student Anselmus får tjänst hos arkivarius Lindhorst, där han skriver av fjärran orientaliska mystiska texter. Anselmus drabbas återkommande av "fantasier"/"drömmar" där han möter/hör den sköna Serpentina. Genom berättelsen börjar personer visa sina alternativa jag, och det visar sig att arkivarius Lindhorst och hans dotter Serpentina kommer från Atlantis. Serpentina visar även sin skepnad som en orm medan hennes far kan förvandla sig till en salamander.